# Интермеццо
Интерме́ццо (итал. intermezzo от лат. intermedius — находящийся посреди, промежуточный) — небольшое комическое представление, разыгрываемое между актами или картинами оперы-сериа; небольшая самостоятельная инструментальная пьеса или часть инструментального цикла.

## Интермеццо в опере
В опере интермеццо является небольшой «вставной» оперой или контрастирующей сценой в середине оперного действия или между ними. Исполняется обычно для того, чтобы обозначить разрыв во времени действия предшествующей и последующей сцены либо заполнить паузу, необходимую для перемены декораций. В опере интермеццо может быть как чисто инструментальным, так и вокально-инструментальным, хоровым.
Оперы со вставными эпизодами восходят к ренессансным и раннебарочным интермедиям, которые также иногда именуются интермеццо. Во второй половине XVII века буффонные сцены с участием комических персонажей, которые часто помещались в конце актов, стали претендовать на ключевое место в структуре действия.
В ходе реформ на рубеже XVII—XVIII веков комические сцены были исключены из состава венецианских опер, а интермеццо стало формироваться как самостоятельный жанр с самостоятельным сюжетом. Из одной оперы-сериа в другую переходили интермеццо на одно и то же либретто, часто с одной и той же музыкой. Такие интермеццо обычно состояли из одной или двух арий da capo, речитативов и дуэта.
Расцвет жанра на неаполитанской почве начался благодаря Сарро, Хассе и, особенно, Перголези. Интермеццо «Служанка-госпожа» (1733) Джованни Перголези к опере-сериа «Гордый пленник» — классический образец интермеццо, не имевший себе равных по популярности, который послужил моделью для последующих произведений. Успех «Служанки-госпожи» в Париже побудил Жан-Жака Руссо к развитию этого жанра на французской сцене. Его весёлое интермеццо «Деревенский колдун» (Le devin du village, 1752) стало одним из источников, лежащих в основе opéra-comique, французской комической оперы.
В середине XVIII века интермеццо в перерывах между актами опер-сериа были вытеснены балетами.

## Инструментальное интермеццо
В XIX веке термином «интермеццо» стали также называть часть инструментального цикла или небольшую самостоятельную инструментальную пьесу. 
В инструментальной музыке интермеццо может выполнять роль трио в трёхчастной форме или средней части в сонатном цикле. Одним из первых название «интермеццо» в этом смысле использовал Мендельсон, для III части 2-го фортепианного квартета f-Moll (1823). Фортепианные интермеццо есть у Шумана и Брамса, а также среди творчества русских композиторов: Римский-Корсаков, Глазунов, Гречанинов, Слонимский и других.
Основоположником интермеццо как самостоятельной характерной инструментальной пьесы является Роберт Шуман.

Обе разновидности отмечаются в творчестве Мусоргского, Лядова, Аренского, Калинникова и других. 

### Наиболее известные примеры
- Intermezzo sinfonico в опере «Сельская честь» Пьетро Масканьи — едва ли не самый знаменитый образец.
- в опере «Друг Фриц» Пьетро Масканьи.
- во втором акте оперы «Паяцы» Руджеро Леонкавалло.
- «Мадам Баттерфляй» Джакомо Пуччини.
- «Лоэнгрин» Рихарда Вагнера (третий акт).
- «Травиата» Джузеппе Верди (третий акт).
- «Кармен» Жоржа Бизе (2, 3, 4 акты, антракт).
- «Манон Леско» Джакомо Пуччини (3 акт).
- II часть Концерта №3 для фортепиано с оркестром Сергея Рахманинова.
- II часть Симфонии №3 Тихона Хренникова.